# Albin Viggen
| Data                 | Karlskrona                                 | Albin                                      |
| -------------------- | ------------------------------------------ | ------------------------------------------ |
| Längd överallt       | 7,1 m                                      | 7,1 m                                      |
| Längd i vattenlinjen | 5,97 m                                     | 6,0 m                                      |
| Bredd                | 2,24 m                                     | 2,24 m                                     |
| Djupgående           | 1,06 m                                     | 1,11 m                                     |
| Storsegel            | 11,3 m²                                    | 10,2 m²                                    |
| Genua I              | 15,8 m²                                    | 17,2 m²                                    |
| Fock                 | 8,9 m²                                     | 10 m²                                      |
| Deplacement          | 1400 kg                                    | 1400 kg                                    |
| Köl (järn)           | 500 kg långköl                             | 600 kg fenköl                              |
| Spinnaker            | 38 m²                                      | 43 m²                                      |
| Rigg                 | Masthead. Mast placerad på rufftaket.      | Masthead. Mast placerad på rufftaket.      |
| Masthöjd             | 7,7 m                                      | 8,3 m över mastfoten.                      |
| LYS                  | 0,97                                       | 0,97                                       |
| Motor                | Utombordare                                | Utombordare                                |
| Konstruktion         | Skrov i sprutat enkellaminat               | Skrov i sprutat enkellaminat               |
| Vattentank           | 45 liter                                   | 45 liter                                   |
| Antal kojer          | 4                                          | 4                                          |
| Ruffhöjd             | ca 150 cm                                  | ca 150 cm                                  |
| Konstruktör          | Per Brohäll                                | Per Brohäll                                |
| Antal byggd          | 300                                        | 1100                                       |
| Byggd i period       | 1965-70                                    | Från 1971                                  |
| Övrigt               | Innanpåliggande roder. Lätt positiv akter. | Innanpåliggande roder. Lätt positiv akter. |

Segelmärke

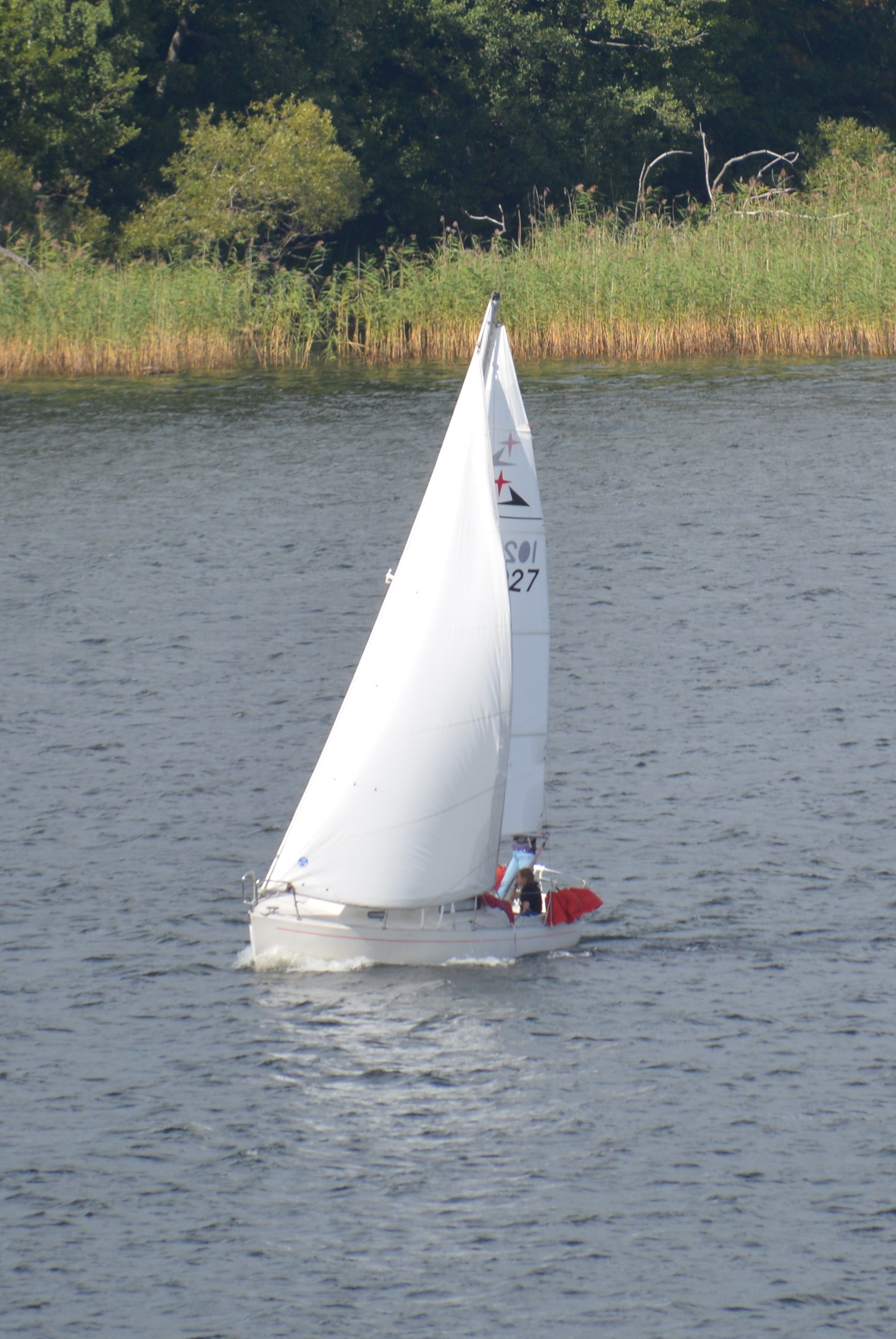
Albin Viggen

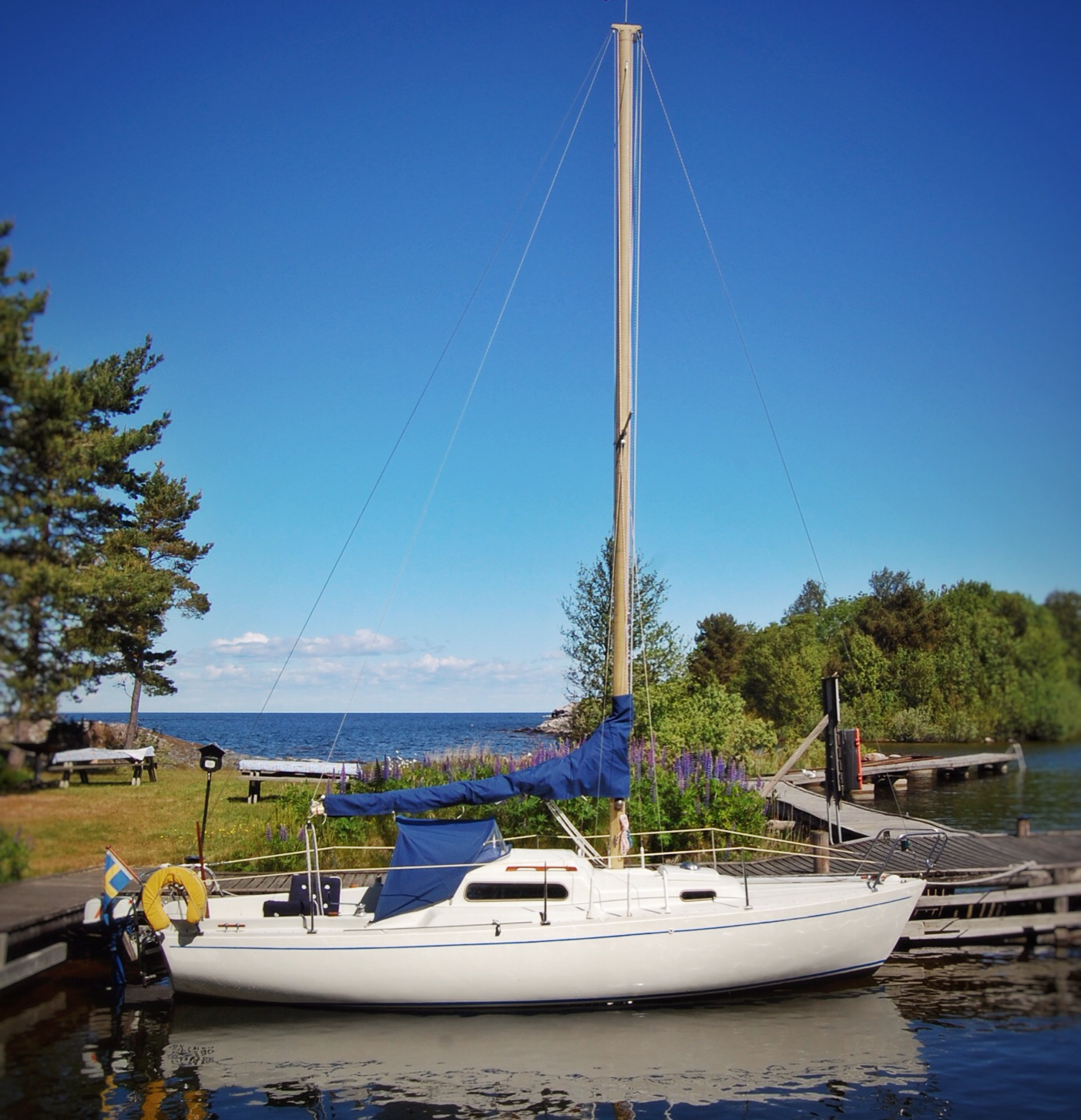
Albin Viggen

Viggen är en båtmodell som presenterades i mitten på 1960- talet och som producerades till mitten av 1970-talet. Totalt tillverkades över 1380 exemplar.
Från början tillverkades Viggen av Karlskronavarvet (Karlskrona-Viggen). Projektet med fritidsbåtstillverkning i glasfiber initierades av dåvarande överingenjören Anders Kämpe som anlitade båtkonstruktören Per Brohäll. Året 1971, efter 300 exemplar, tog emellertid Albin Marin över och en nypremiär skedde (Albin Viggen). Viggen har en mycket aktiv klubb, vid namn Viggen-klubben. 